# Марченко, Александр Александрович
Алекса́ндр Алекса́ндрович Ма́рченко (23 октября 1903, Эривань — 29 октября 1977, Жданов, Донецкая область) — заслуженный строитель РСФСР (1963), лауреат Ленинской премии (1961), профессор (1965).

## Биография
Окончил Нижегородский университет (1927). Член ВКП(б)/КПСС с 1943 г.
- 1918—1919 — посыльный в Моссовете, затем конторщик в ВСНХ.
- 1919—1927 — секретарь отделения продпути, техник, начальник изыскательской партии Управления водных путей (Нижний Новгород).
- 1927—1929 — инженер, помощник прораба в строительной конторе «Грознефть» (Туапсе). Разработал проект моста длиной 116 м через р. Туапсе, руководил его строительством.
- 1929—1932 — прораб, начальник участка в тресте «Магнитострой». Участвовал в строительстве комплекса доменной печи № 1 Магнитогорского металлургического завода.
- 1932—1933 — старший инженер на строительстве Орского нефтеперегонного завода.
- 1933—1936 — зам. начальника планового отдела треста «Златоустметаллургстрой». Принимал участие в строительстве объектов Златоустовского металлургического завода — 6 печей электросталеплавильного цеха, крупносортного прокатного стана-блюминга, прокатного стана «750», а также моста через р. Ай длиной 50 м.
- 1936—1937 — зам. главного инженера, главный инженер треста «Днепропромстрой». Руководил строительством колесопрокатного цеха завода им. К. Либкнехта (Днепропетровск), цеха холодного волочения труб Южнотрубного завода (Никополь).
- 1937—1942 — главный инженер, затем начальник УКС Сталинградского облисполкома, участвовал в строительстве завода № 264, Сталинградского тракторного завода.
- 1942 — зам. начальника производственного отдела треста № 14 Наркомстроя СССР.
- с июня 1942 по сентябрь 1946 служил в РККА, инженер-капитан, участвовал в боях на территории Польши и Германии.
- 1946—1953 — главный инженер треста «Енакиевтяжстрой». Участник восстановления и реконструкции Енакиевского металлургического завода, строительства Горловских коксохимического и азотно-тукового заводов, Енакиевского цементного и Артемовского заводов цветного проката.
- 1953—1956 — главный инженер треста ЧМС (Челябинск).
- 1957—1959 — гл. инженер управления строительства Челябинского совнархоза.
- 1959—1967 — руководитель сектора промышленных сооружений, зам. директора, директор (с 1960) Уральского филиала Академии строительства и архитектуры СССР, реорганизованного в 1963 в «УралНИИжелезобетон»; сейчас — Научно-исследовательский и проектный институт строительных материалов).

С 1965 — профессор Челябинского политехнического института. Основал и возглавил (1968—1971) кафедру экономики и организации строительства; декан инженерно-строительного факультета (1968—1969).
Автор научных публикаций, в том числе 2 монографий.
Похоронен в Челябинске.

## Награды и звания
Лауреат Ленинской премии (1961) — за участие в разработке и внедрении в производство новой технологии натяжения арматуры (с помощью электронагрева) предварительно напряжённых ЖБК для промышленного и гражданского строительств.
Заслуженный строитель РСФСР (1963). Награждён орденом Ленина (1958), 2 орденами Отечественной войны (оба 1945), орденами Трудового Красного Знамени (1966), Красной Звезды (1944), 8 медалями, почётным знаком Минвуза СССР «За отличные успехи в работе».